# رايان لييك
رايان ديفيد لييك (بالإنجليزية: Ryan David Leak)‏ (مواليد 28 فبراير 1998) هو لاعب كرة قدم ويلزي محترف يلعب كمدافع لنادي سالفورد سيتي والويلزي الدولي السابق تحت 17 عامًا. وقد سبق له أن لعب في وولفرهامبتون واندررز وبورغوس وبيرتن ألبيون.